# Brick & Lace
Brick & Lace to duet R&B złożony z sióstr Nyanda i Nailah Thourborne. Zespół należy do wytwórni założonej przez Akona Kon Live oraz Geffen Records. W roku 2004 zespół działał dzięki wytwórni Jive Records. Duet zasłynął w roku 2008 dzięki utworowi "Love Is Wicked".

## Dzieciństwo
Nyanda i Nailah Thourborne urodziły się w mieście Kingston na Jamajce. Ich ojciec jest Jamajczykiem, a matka Amerykanką. Duet ukazywał się w wielu mixtapeach zanim zaczął śpiewać w 180 Entertainment.

## Kariera muzyczna
Brick & Lace rozpoczęły prace nad swoim debiutanckim albumem studyjnym w 2004, jednak dopiero na początku 2005 roku dzieło nazwały Love Is Wicked. Podczas sesji nagraniowych duet współpracował z wieloma prodeucentami m.in.: will.i.am, czy Akon. Jeden z utworów na krążek współstworzyła grupa The Clutch z Keri Hilson na czele. Pierwszym singlem promującym album stał się utwór "Never Never", który wydany został na rynek muzyczny w 2006 roku. Ze względu na niską promocję kompozycji, piosenka raz jeszcze wydana została w roku 2008 w kilku krajach europejskich. Kolejnym singlem prezentującym krążek Love Is Wicked stał się utwór tytułowy. "Love Is Wicked" wydany został w roku 2007, a później w roku 2008 i stał się sygnaturalną kompozycją duetu zajmując pozycje na oficjalnych listach najczęściej sprzedawanych singli w takich krajach jak Belgia, Finlandia, Francja, czy Szwajcaria.

## Dyskografia

### Albumy
- 2007: Love Is Wicked — #93 SWI

### Single
- 2006: "Get That Clear (Hold Up)"
- 2007: "Never Never" — #14 FIN
- 2007: "Love Is Wicked" — #4 FRA, #6 FIN, #13 NOR, #27 SWE, #44 BEL, #65 SWI
- 2008: "Take Me Back"
- 2009: "Bad to Di Bone"